# العلاقات السعودية السويدية
العلاقات السعودية السويدية تشير إلى العلاقات الثنائية بين الـمملكة العربية الـسعودية ومملكة الـسويد.

## التاريخ
تشهد العلاقات السياسية والاقتصادية بين المملكة والسويد نمواً وتطوراً ملحوظاً في كافة المجالات السياسية والاقتصادية والثقافية منذ انطلاقة العلاقات الدبلوماسية بين البلدين في أواخر الخمسينيات من القرن الماضي. وبعد زيارة خادم الحرمين الشريفين لمملكة السويد في عام 2001 م عندما كان ولياً للعهد حظيت العلاقات بدفعة قوية نتيجة هذه الزيارة التي شكلت منعطفاً جديداً في مسار هذه العلاقات. بعد ذلك، أسهمت زيارة صاحب السمو الملكي الأمير سلمان بن عبد العزيز – وزير الدفاع – عام 2008م في دعم العلاقات وتعزيز الروابط. ومن أبرز الحلقات المتصلة بالزيارات المتبادلة بين المسئولين في كلا البلدين، زيارة جلالة الملك كارل السادس عشر غوستاف، ملك السويد، الرئيس الفخري للكشافة العالمية إلى المملكة ترافقه فيها زوجته الملكة سلفيا للمشاركة في المخيم الكشفي العالمي الثاني وإطلاق مشروع «رسل السلام» المبني على مبادرة خادم الحرمين الشريفين وذلك في الفترة من 27-30/9/2011م. وأثناء الزيارة قام الملك كارل السادس عشر غوستاف بتقليد خادم الحرمين الشريفين وسام «الذئب البرونزي» للكشافة والذي يعد أرفع وسام لدى منظمة الكشافة العالمية على جهوده الإنسانية الرائعة مشيدا بالجهود التي يبذلها خادم الحرمين الشريفين ومبادراته المختلفة لترسيخ السلام بين الشعوب.نص الصفحة.

## العلاقات السياسية
على الصعيد السياسي، فقد دعمت السويد كافة الجهود التي تبذلها الدبلوماسية السعودية في سبيل ترسيخ الأمن والاستقرار الدوليين واحترام قواعد القانون الدولي والتمسك بمقتضيات الشرعية الدولية وقراراتها، حيث نوه الكثير من المسئولين السويديين في المحافل الدولية في هذه الجهود بما في ذلك مبادرة السلام التي تقدمت بها المملكة وحوار الأديان والحضارات.

## العلاقات الاقتصادية
أما على الصعيد الاقتصادي، فتتمتع المملكة بالكثير من الروابط التجارية والمشاريع الاقتصادية المشتركة بين البلدين في العديد من المجالات بعضها يرتبط بالسكك الحديدية والطرق والنقل والتقنية والاتصالات، والبعض الآخر في مجال التعليم بين الجامعات والتدريب. وتعتبر المملكة أكبر شريك تجاري للسويد في منطقة الشرق الأوسط حيث يشهد حجم التبادل التجاري بينهما ارتفاعاً ملحوظاً عاما بعد عام حيث زاد عن 12 مليار كرونة في عام 2011م وهو ارتفاع كبير إذا ما قورن بعام 2009م. ومن أهم البضائع التي تستوردها المملكة من السويد معدّات الاتصالات الهاتفية، وآلات توليد الطاقة، والمعدّات الكهربائية، ووسائل النقل ومعدات القياس والمراقبة، وكذلك القوى العاملة المدربة كالمهندسين والأطباء والممرضات. أما على الجانب السعودي، فقد تركزت أهم الصادرات السعودية إلى السويد على المنتجات البتروكيميائية بالإضافة إلى التزايد الملحوظ في الاستثمارات المباشرة في السويد في مجالي العقارات والصناعات.

## وصلات خارجية
- الـسفارة الـسعودية في ستوكهولم